# Der Mann aus Washington

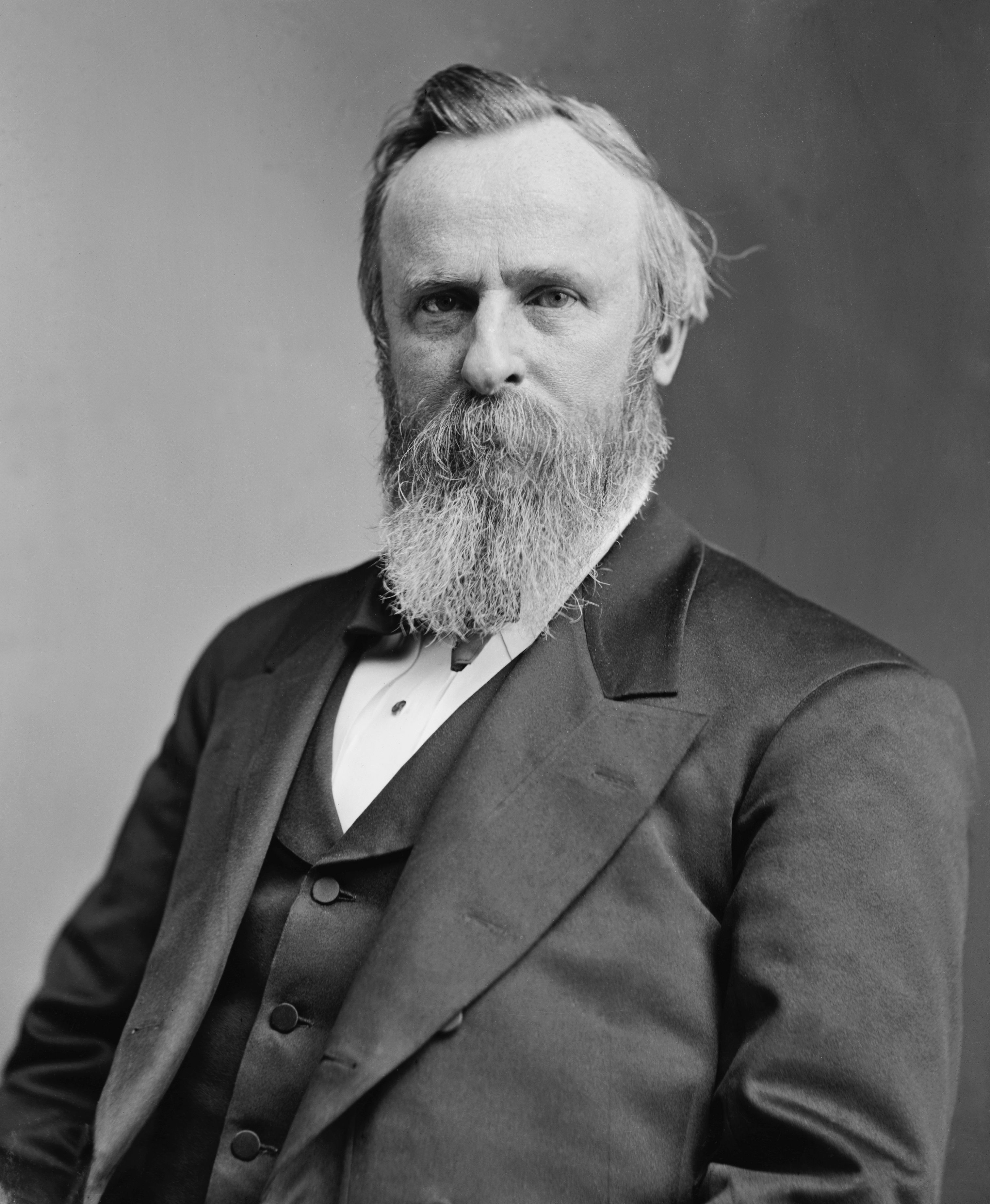
Rutherford B. Hayes

Der Mann aus Washington (französischer Originaltitel: L’homme de Washington) ist ein Lucky-Luke-Album des belgischen Zeichners Achdé. Getextet wurde der als Nummer 84 der Ehapa-Comicserie 2009 veröffentlichte Band von Laurent Gerra. Im Band wird der Wahlkampf des amerikanischen Präsidentschaftskandidaten und späteren Präsidenten Rutherford B. Hayes vor der Wahl von 1876 karikiert.

## Handlung
Lucky Luke wird nach Washington, D.C. gerufen, wo ihm im Senat erklärt wird, dass der Staat kurz vor einem zweiten Bürgerkrieg steht, wenn nicht ein integrer Kandidat Präsident wird. Die offiziellen Kandidaten sind Samuel Tilden für die Demokraten und Rutherford B. Hayes für die Republikaner. Luke soll Hayes beschützen, der sich in den Kopf gesetzt hat, eine Wahlkampftournee in den amerikanischen Westen durchzuführen. Der Senat fürchtet aber, dass er diese nicht überleben würde, insbesondere weil ein gewisser Perry Camby ebenfalls für die Republikaner kandidiert und sich seine Unterstützung durch schmutziges Geld sichert.

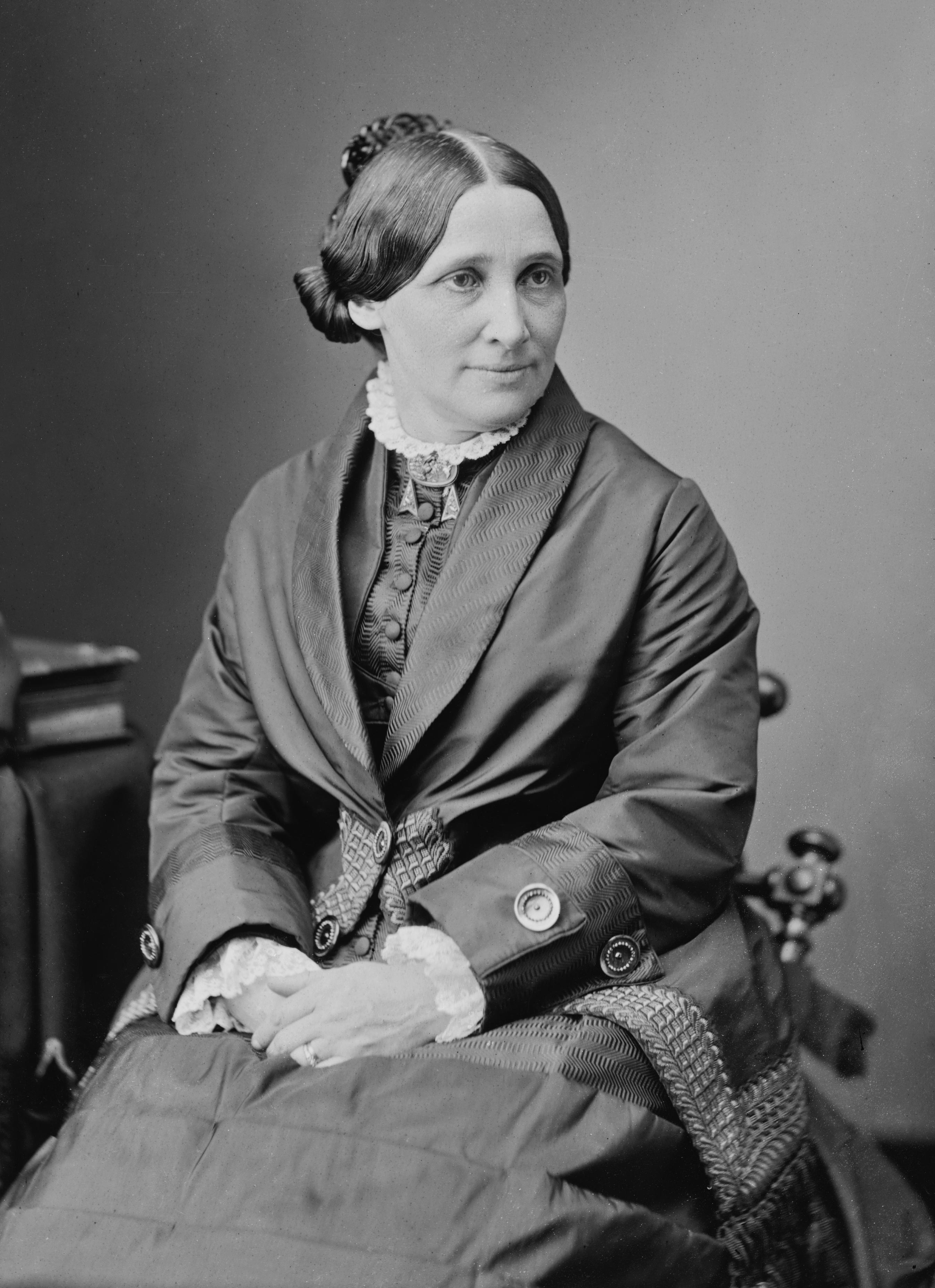
„Lemonade Lucy“ Hayes, Ehefrau von Rutherford Hayes

Luke reist also mit Hayes, seiner Frau, seinem Diener, seinem Sekretär und seinem Koch per Zug Richtung Westen. Erste Station ist Columbus in Kentucky, das damalige Ende der „zivilisierten Welt“. Beim Versuch, im dortigen Saloon etwas zu trinken, kann Lucky Luke den Anschlag einer Messerwerferin gerade noch verhindern. Lucy, die zukünftige First Lady, die auch „Lemonade Lucy“ genannt wird, ist überhaupt nicht darüber erfreut, dass sich ihr Mann überhaupt in einem Saloon aufhält und hält ihm und auch Luke eine deftige Standpredigt. Da sein eigentlicher Wahlkampfauftritt überhaupt nicht beachtet wird, lässt er für seine Ankunft im nächsten Ort Plakate drucken. Das geht allerdings gewaltig schief und statt jeder Menge Zuhörer hat er plötzlich jede Menge Kopfgeldjäger an seinen Fersen – die Wahlkampfplakate wurden in Form eines Steckbriefes verfasst.
Nächste Station ist Hermann, ein Ort deutscher Einwanderer, inklusive Oktoberfest mit Biergarten – aber auch mit einer Stange Dynamit im Braten. Als auch noch ein Anschlag auf den Zug durchgeführt wird, ist Luke sicher, dass sich unter den Begleitern Hayes’ ein Verräter befindet. Leider kann er ihn nicht ausmachen. Zum Reparieren des Zuges „verpflichtet“ Luke einige Typen in Ku-Klux-Klan-Kostümen, die gerade den schwarzen Pianisten Scott Joplin lynchen wollen.
Beim Auftritt in der Musikerstadt Memphis wird Hayes niedergeschossen, überlebt aber dank des Flachmanns in der Jackentasche. Schließlich reist die Gruppe mit der Postkutsche durch die Wüste nach Texas weiter. Nach der obligaten Marterpfahlszene, aus der sich die Reisenden durch das Anbieten von mitgeschmuggeltem Feuerwasser freikaufen können (sehr zum Unmut von Lucy), erreichen sie schließlich den Staat Texas. Dort gibt Perry Camby bereits Wahlkampfauftritte und wirft mit Versprechen und viel Geld um sich.
Während eine große Debatte organisiert wird, betreiben die Kandidaten ordentlich Wahlkampf. Die Debatte beginnt dann ziemlich einseitig, da Perry offensichtlich Leute bezahlt hat, die die Reden von Hayes sabotieren und ihn mit faulem Obst bewerfen. Die Wut kehrt sich allerdings gegen Perry, als Luke dessen Souffleur einen „neuen“ Text zum Vorlesen gibt, worin dieser sich selbst als schamloser Ausnützer seiner Position als Präsident darstellt. Als Perry merkt, was gespielt wird, will er Hayes erschießen, doch dieser zieht zur Überraschung aller schneller und schießt Perry den Revolver aus der Hand. Nun zeigt sich auch der Verräter: Es war Vattel, der Koch. Sein Anschlag auf Hayes geht jedoch schief, weil Luke die Munition aus seinem Revolver entfernt hatte.
Perry flieht schließlich in den Nahen Osten, um dort Öl zu suchen und Hayes wird tatsächlich der 19. Präsident der Vereinigten Staaten.

## Veröffentlichung
Der Band Der Mann aus Washington erschien 2008 im französischen Original und 2009 im in Deutschland bekannten Comicbandformat des Ehapa-Verlags. Er zählt als Band 84 der Reihe. Die Übersetzung stammt von Klaus Jöken.
Während der Band als Ganzes als Karikatur auf einen amerikanischen Wahlkampf des 19. Jahrhunderts gesehen werden kann, enthält er viele Fakten, die sich tatsächlich so oder ähnlich zugetragen haben könnten – etwa Lucys Ablehnung von Alkohol. Hayes war auch der erste Präsident, der in den Westen reiste. Daneben enthält der Band aber auch Anspielungen auf das moderne Amerika, etwa in dem Hayes Joplin darauf aufmerksam macht, dass einst auch ein Schwarzer Präsident werden könnte – als der Band 2008 erschien, war Barack Obamas Wahlkampf in vollem Gange.

## Ausgaben
- Achdé, Gerra: Der Mann aus Washington; Ehapa, Berlin 2009; ISBN 978-3-7704-3283-7.